# Hallelujah

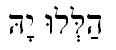
Hallelujah được viết bằng tiếng Hebrew hiện đại.

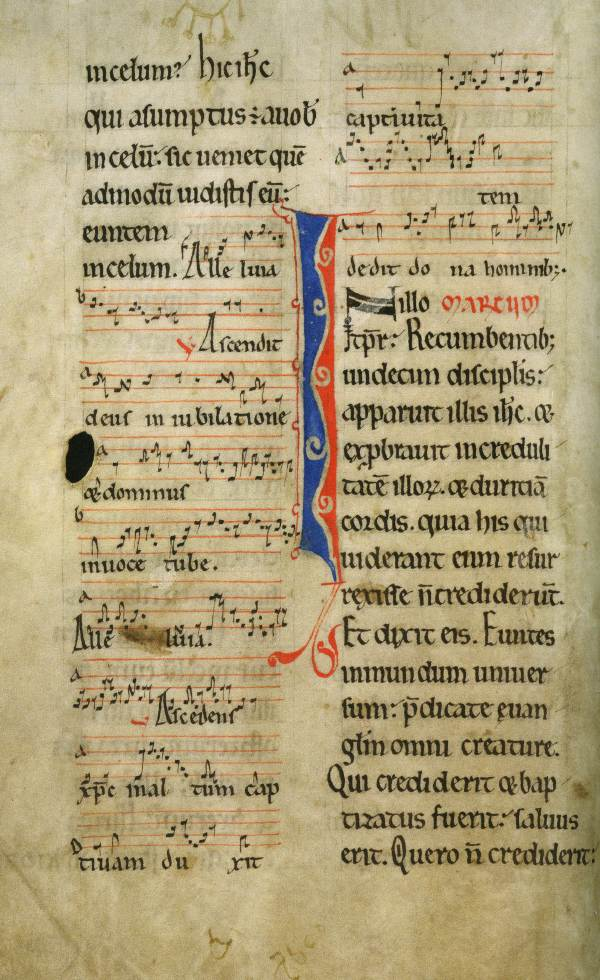
Hallelujah và lời mở đầu của lễ Chúa Thăng thiên trong sách missal Skara.

Hallelujah (chữ Hebrew: הללויה, הַלְּלוּיָהּ, הַלְּלוּ יָהּ‎, chữ Hi Lạp: Αλληλούια, chữ La-tinh: Alleluia, Alleluja, chữ Đức: Halleluja, Alleluja, chữ Pháp: Alléluia), là thuật ngữ tôn giáo của Cơ Đốc giáo, thường sử dụng trong Thánh kinh để biểu thị từ cảm thán của sự hoan hô, ý nghĩa là tán dương Thượng đế, khen ngợi Yahweh, tán mỹ Jehovah. Thường sử dụng trong các lễ nghi của hội Thánh và ca từ của Thánh ca. Hallelujah là một từ vựng tiếng Hebrew, nghĩa là "ông bà anh chị em cần phải khen ngợi Jehovah" (praise Jah you people). "Hallelu" là ngữ khí cầu khiến của nhân xưng thứ hai số nhiều trong tiếng Hebrew, phiên dịch là "ông bà anh chị em cần phải khen ngợi". "Yah" hay "Jah" là chữ viết tắt của Jehovah, danh xưng của Đức Chúa Trời, từ vựng này chủ yếu xuất hiện ở Thi thiên, được coi là một bộ phận của văn từ cầu nguyện trong Thánh ca (xem Thi thiên chương 113 đến 118), về sau cũng do Cơ Đốc giáo sử dụng, trở thành một trong những đảo văn của nghi thức lễ bái trong Cơ Đốc giáo. "Ông bà anh chị em cần phải ngợi khen Jehovah" thường dùng trong việc triệu tập con cái của Chúa, truyền đạt mệnh lệnh của Chúa.
"Hallelujah" đã được ứng dụng rộng khắp, xuất hiện sớm nhất vào thời kì Cựu Ước. Số lần xuất hiện trong Thánh kinh Cựu Ước - Thi thiên là nhiều nhất, bởi vì Thi thiên là thi ca do người Israel sử dụng để ca hát tôn vinh Chúa, cho nên mở đầu bài Thánh ca, thường dùng "Hallelujah" để đón mời hội chúng cùng nhau hát ca tán mỹ Chúa. Trước khi Chúa Jesus giáng sinh, người Do Thái tản cư ở các nơi không nói tiếng Do Thái, cũng sử dụng từ phiên âm này trong buổi thờ phượng Chúa ở Thánh đường của họ. Vào thời kì Tân Ước, sau khi Chúa Jesus giáng sinh, "Hallelujah" cũng được sử dụng trong nghi thức ca tụng và tán mỹ Chúa, trong Thánh kinh Tân Ước, Khải huyền, đã xuất hiện bốn lần (Khải huyền 19:1, 3, 4, 6), những đoạn kinh này đã miêu tả các Thánh đồ trên trời. Vì vậy, từ rất sớm, nghi thức và thi ca của hội Thánh, đều mở đầu sử dụng câu thoại này. Do "Hallelujah" là từ ngữ diễn đạt sự vui mừng cho nên đặc biệt hay dùng vào lễ Chúa Giáng sinh và lễ Chúa Phục sinh.

## Nguyên văn Thánh kinh tiếng Hebrew và tiếng Hi Lạp

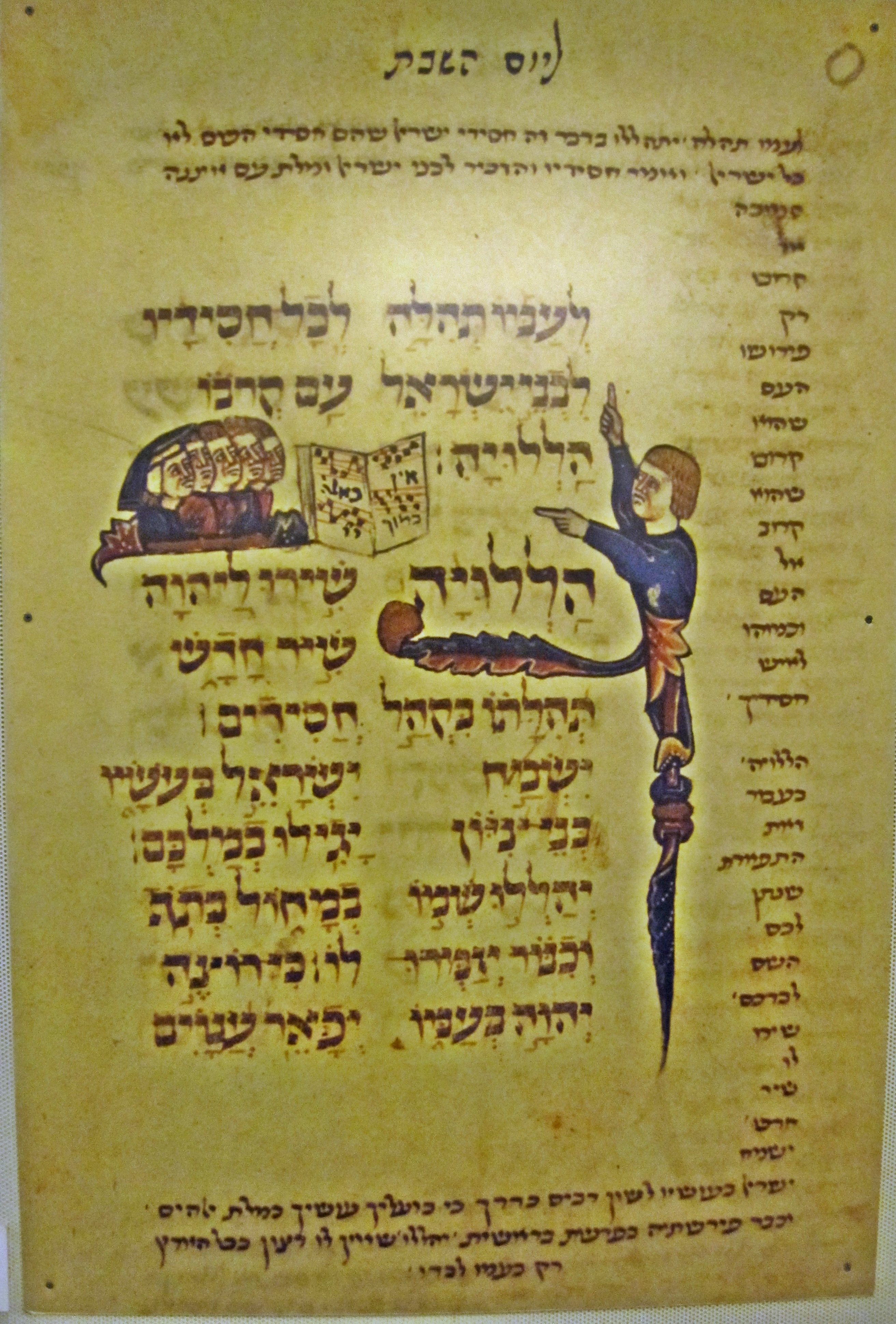
Bản chép tay vào thế kỉ XIII; dòng chữ "Hallelu-Yah" xuất hiện ở cuối Thi thiên 148 và đầu Thi thiên 149, phía dưới bàn tay trỏ sang trái của người đàn ông.

Từ này trong Thánh kinh Hebrew, xuất hiện 24 lần chủ yếu trong Thi thiên, trong khi Khải huyền bản tiếng Hi Lạp xuất hiện bốn lần.
Đối với phần lớn Cơ Đốc nhân, Hallelujah là sự tán tụng nhiệt tình nhất dành cho Jehovah. Rất nhiều giáo phái Cơ Đốc giáo không thể nói hoặc hát "Hallelujah" và "Gloria in excelsis Deo" (danh Chúa quang vinh), thay vào đó là tán dương vào mùa Tứ tuần (Lenten acclamation).
Jah được coi là chữ viết tắt của Jehovah cũng xuất hiện trong rất nhiều tên gọi phổ biển của Thánh kinh, những tên gọi này ngày nay cũng sử dụng rất thường xuyên. Ví dụ:
- Jonah, nghĩa là "Giê-hô-va đầy nhân từ".
- Joel, nghĩa là "Giê-hô-va là Đức Chúa Trời".
- John, nghĩa là "Giê-hô-va đầy nhân từ".
- Jonathan, nghĩa là "được Giê-hô-va ban cho".
- Joseph, nghĩa là "nguyện Giê-hô-va thêm sức cho anh".
- Joshua, nghĩa là "Giê-hô-va là Đấng Cứu chuộc".

## Văn hoá đại chúng

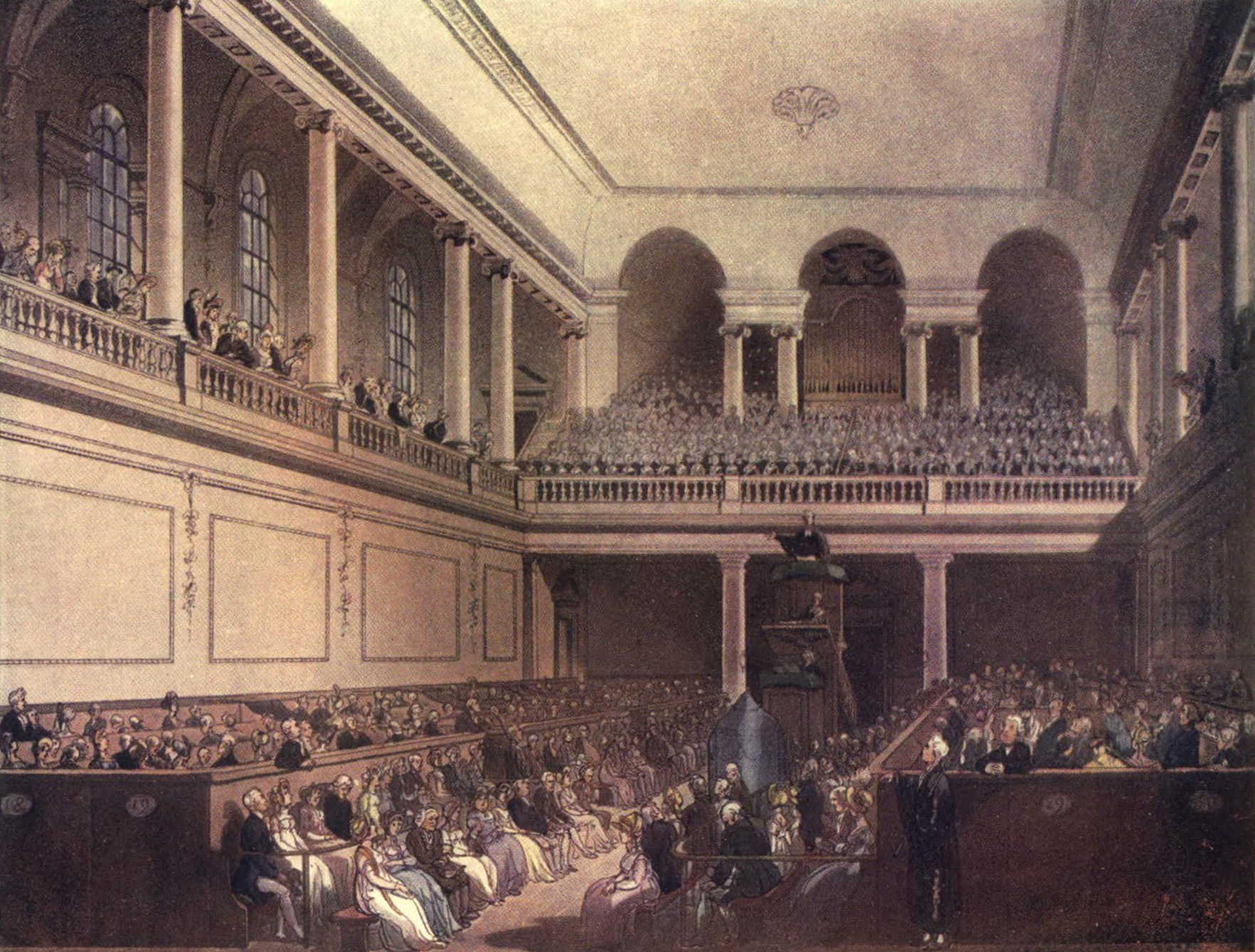
Tiểu Thánh đường của bệnh viện Foundling, nơi trình diễn thanh xướng kịch "Messiah" vào năm 1750.

- Vào thế kỉ XVIII, trong "Messiah", thanh xướng kịch nổi tiếng của nhà soạn nhạc George Frideric Handel có một đoạn hợp xướng "Hallelujah", vô cùng hoàng tránh vui tai.
- "Chiến ca của nước cộng hoà" (The Battle Hymn of the Republic), một bài hát ái quốc Hoa Kỳ, có đoạn "Vinh thay, Hallelujah" (Glory, Hallelujah).
- Một bài hát trong album "Various Positions" do ca sĩ kiêm nhà sáng tác Canada Leonard Cohen phát hành vào năm 1984 tên là "Hallelujah". Ca khúc đó sau này được nhiều ca sĩ như Jeff Buckley, k.d. lang, Bon Jovi và Thái Cầm phiên xướng, đồng thời là một trong những đoạn đệm của điện ảnh "Shrek" và "±2℃" (Đài Loan).